# Andrés Gertrúdix
Andrés Gertrúdix (Madrid, 4 de febrer de 1977) és un actor espanyol.
Andrés Gertrúdix va començar estudiant teatre a l'Escola Internacional de Teatre Juan Carlos Corazza, a la seva ciutat natal, on també s'han format Javier Bardem, Silvia Abascal, Elena Anaya o Manuela Velasco, entre d'altres. Finalitzats els seus estudis, va deixar Espanya per a anar-se'n als Estats Units, on va aconseguir un paper en l'obra de teatre Hello Dolly, de Claudia Brewer.
Quan va tornar a Espanya va protagonitzar el primer curt d'Achero Mañas Paraísos Artificiales, en 1998. El rodatge va servir de plataforma d'enlairament cap a la pantalla gran, ja que a partir d'aquí ha aparegut en múltiples pel·lícules. El seu primer llargmetratge va ser La pistola de mi hermano, del director Ray Lóriga.Des de llavors no ha parat de treballar: El Bola (Achero Mañas, 2000), Piedras (Ramón Sálazar, 2002) o Cambra obscura (pel·lícula) (Pau Freixas, 2003). Va continuar la seva marxa, intervenint en el film de Pablo Malo El frío sol del invierno, en 2004, o en A golpes de Juan Vicente Córdoba, un any més tard. Paral·lelament al seu treball en el cinema, apareixia amb freqüència en sèries d'èxit en Espanya, com Herederos, El comisario, Los hombres de Paco o Hermanos y detectives.
En 2007, va obtenir el primer reconeixement a la seva carrera, amb el premi Bisnaga de plata al millor actor en el Festival de Cinema Espanyol de Màlaga de 2007, pel curtmetratge Verano, o los defectos de Andrés, de Jorge Torregrossa. Aquest mateix any, va arribar a la seva màxima popularitat amb l'estrena de L'orfenat.
Després d'una aturada d'un parell d'anys en la seva carrera, va tornar amb l'estrena de la pel·lícula L'idioma impossible de Rodrigo Rodero, que ha rebut el premi a la Millor Òpera Prima al Festival de Cinema d'Espanya de Tolosa de Llenguadoc.
En 2017 és nominat com a millor actor interpretació masculina pel seu paper a Morir.
L'actor madrileny s'ha confessat en nombroses ocasions, fanàtic de l'Atlètic de Madrid. És parella de l'actriu Marian Álvarez, amb qui té una filla el 2016.

## Treballs
Cinema
- Morir (Fernando Franco), (2017)
- Lasa y Zabala (Pablo Malo), (2014)
- Purgatorio (Pau Teixidor, 2014)
- Las altas presiones (Ángel Santos, 2014)
- 10.000 noches en ninguna parte (Ramón Salazar, 2013)
- Libertador (Alberto Arvelo, 2013)
- Loco con ballesta (Kepa Sojo, 2013)
- La herida (Fernando Franco, 2013)
- El árbol magnético (Isabel de Ayguavives, 2013)
- La fuerza de los débiles (Ángel Lafuente, 2012)
- Abstenerse agencias (Gaizka Urresti, 2011)
- L'idioma impossible (Rodrigo Rodero, 2010)
- Tu (a) mor (Fernando Franco, 2009)
- Territorio enemigo (Rodrigo Plaza, 2008)
- No se preocupe (Eva Ungría, 2008)
- L'orfenat (J.A. Bayona, 2007)
- Segundo aniversario (Álvaro Brechner, 2007)
- Tuya siempre (Manuel Lombardero, 2007)
- Teresa (Ray Loriga, 2007)
- Las horas muertas (Haritz Zubillaga, 2007)
- La sombra de nadie (Pablo Malo, 2006)
- El bosque de las sombras (Koldo Serra, 2006)
- Verano o los defectos de Andrés (Jorge Torregrosa, 2006)
- Amor en defensa propia (Rafa Russo, 2006)
- Los aires difíciles (Gerardo Herrero, 2006)
- Schubert (Jorge Castillo, 2005)
- A golpes (Juan Vicente Córdoba, 2005)
- Frío sol del invierno (Pablo Malo, 2004)
- Soleado exterior (Diego Taboada, 2004)
- Muertos comunes (Norberto Ramos del Val, 2004)
- Cambara obscura (Pau Freixas, 2003)
- Los perros de Pavlov (Kike Maíllo, 2003)
- No debes estar aquí (Jacobo Rispa, 2002)
- El hombre esponja (Juan Antonio Bayona, 2002)
- Piedras (Ramón Salazar, 2002)
- Snuff 2000 (Borja Crespo, 2002)
- El corazón de la memoria (Gaizka Urresti, 2001)
- Diminutos del calvario (Juan Antonio Bayona, Chiqui Carabante, 2001)
- El Bola (Achero Mañas, 2000)
- Aunque tú no lo sepas (Juan Vicente Córdoba, 2000)
- Shacky carmine (Chema de la Peña, 1999)
- Paraísos artificiales (Achero Mañas, 1998)
- La pistola de mi hermano (Ray Loriga, 1997)
- Blanco perfecto (Pilar Ruiz-Gutiérrez, 1996)

Televisió
- Herederos - TVE
- Hermanos y detectives - Telecinco
- Los hombres de Paco - Antena 3
- El comisario - Telecinco
- Viento del pueblo: Miguel Hernández (Telefilm)

Teatre
- Hello Dolly - Claudia Brewer

## Premis
Premis Goya
| Any  | Categoria                 | Pel·lícula | Resultat |
| ---- | ------------------------- | ---------- | -------- |
| 2017 | Millor actor protagonista | Morir      | Nominat  |

- Bisnaga de plata al millor actor - Festival de Màlaga (2007)
- Millor Actor - Festival de Cinema de Tolosa de Llenguadoc
- Millor Actor - Festival de Cinema de Tudela
- Premi Paco Rabal - Primavera Cinematogràfica de Lorca[4]